# Antheua grisea
Antheua grisea är en fjärilsart som beskrevs av M.Gaede 1928. Antheua grisea ingår i släktet Antheua och familjen tandspinnare. Inga underarter finns listade i Catalogue of Life.